# Fúlvio Pennacchi
Fulvio Pennacchi (Villa Collemandina, provincia de Lucca, Italia,  27 de diciembre de 1905 - São Paulo, el 5 de octubre de 1992) fue un dibujante, pintor, muralista y ceramista ítalo-brasileño.
En Italia estudió en la Academia de Lucca, con el pintor Pio Serneghini, formándose en 1927. Dos años después llega al Brasil, estableciéndose en São Paulo, donde desarrolló toda su carrera artística-
Fue integrante del Grupo Santa Helena, juntamente con Alfredo Volpi, Francisco Rebolo,  Aldo Bonadei, Alfredo Rizzotti, Mário Zanini, Humberto Rosa y otros
Su pintura es sensible y personal, de modo especial en la interpretación de los grandes temas bíblicos y de la vida de los santos, a causa de una infáncia marcada por una sólida educación religiosa, y en la evocación del mundo campesino.  

## Cielo estraño de malos presagios
Recuerda de su llegada ala que sería su segunda patria:
"En el día de mi llegada al Brasil, 5 de julio de 1929, llegando a Santos, al nacer del día, el cielo tenía un color tan extraño y exagerado, que bien podía ser ol fondo de uno de mis cuadros - El Fin del Mundo - y yo me sentí chocado con los rojos de fuego el amarillo chillón. Nunca más volví a ver, en 44 años de vida brasileña, otro cielo tan agresivo y espantoso."
Este escenario parecía anunciar días difíciles para el joven italiano, y de hecho eso ha ocurrido. Es siempre el artista quien afirma:
"Los primeros años de vida paulistana fueron verdaderamente semejantes al cielo del día de mi llegada. No tenía posibilidades de sobrevivir a través del arte, solamente podía llevar una vida miserable, adaptándome a los trabajos más humildes, que por piedad iba pidiendo a las personas que conocía o con quien simpatizaba."

## De día carnicero, de noche pintor
"São Paulo estaba en una crisis espantosa, y yo considerado como un futurista, las mil tentativas con la pintura y el dibujo resultaron casi todos en fracasos - slo más tarde cuando fatalmente me transformé en carnicero, pude entonces pintar por las noches mis primeros cuadros representando las varias fases de la vida de Jesus y escenas de la vida de San Francisco."
Fue efectivamente en una carnicería, dibujando en ásperos papeles de embalaje, que lo encontró, en 1932, el escultor Emendabili, quien, impresionado con la calidad de los dibujos, lo invitó a compartir su atelier, naciendo así una cooperación que duró algunos años.
A partir de entonces, Pennacchi, llevando una vida modesta, dispuso de más tranquilidad para la creación de su obra pictórica, y paralelamente conociendo a personas influyentes, que se tornarían sus primeros clientes.

## El encuentro con Rebolo
Durante la exposición en el Salón Paulista de Belas Artes, en 1935, Pennacchi fue presentado a Rebolo Gonsales, quién evocaría este encuentro, años después diciendo:
"Pennacchi hablaba de mi cuadro con tanta poesía y conocimiento sobre pintura que yo pense: estoy delante de un maestro. Y no me engañaba."
"Nos hicimos amigos inseparables, y lo convidé a asociarse conmigo, para trabajar juntos en el atelier que había alquilado en el Santa Helena."
"A fines del 35, participamos de una exposición de minicuadros en el Palacio de las Arcadas, y tuvimos trabajos nuestros comprados por el Profesor Piccolo."
"Fue una fiesta. Hacia apenas un año que había abandonado el fútbol y evidentemente desconocía muchas cosas sobre pintura. Pennacchi me enseño, hasta sobre arquitectura, pues él tenía un aprendizado muy bueno, hecho en Italia, y pintaba desde hacia muchos años, desde antes del 30."
Estas frases de Rebolo traen luz sobre un aspecto importante, y poco enfocado: el papel destacado que Pennacchi desempeñó entre los componentes del Grupo Santa Helena, en lo que respecta a la técnica, la cocina pictórica, en la que era maestro.